# Reinhart Dozy

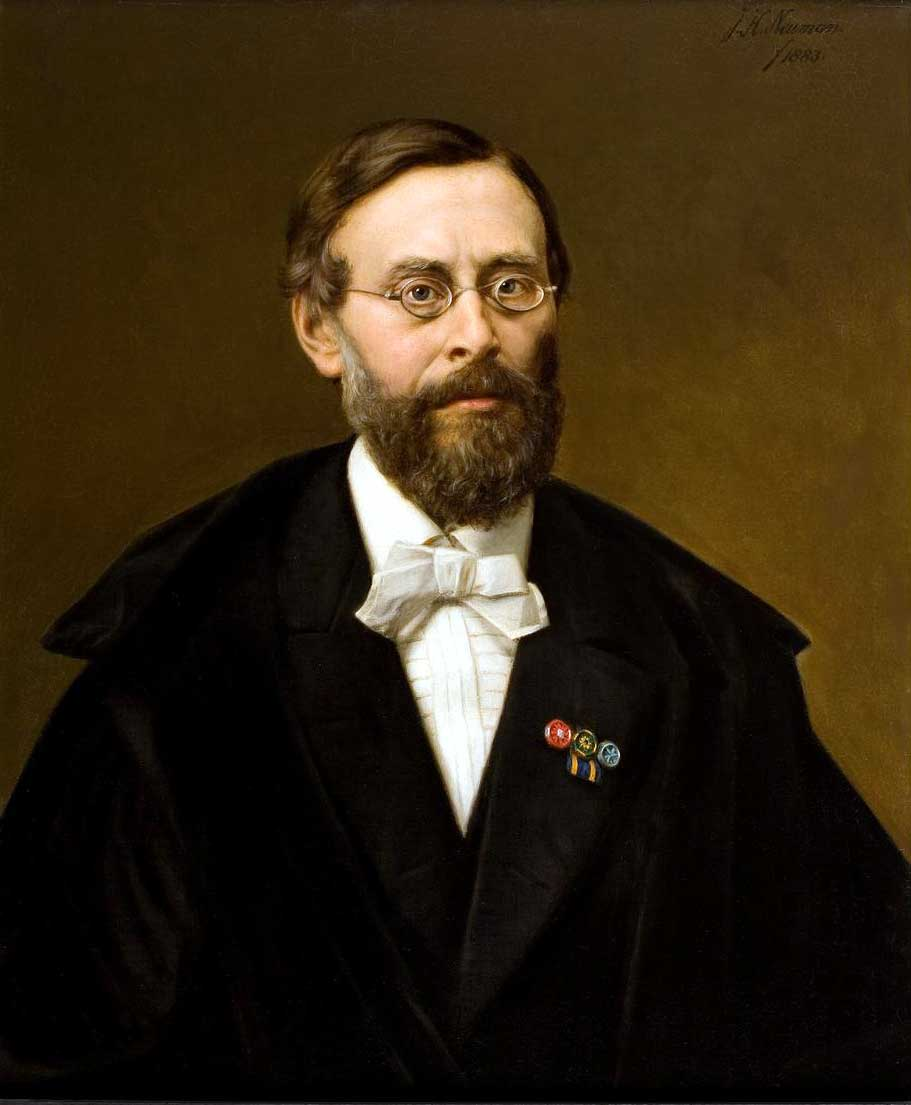
Reinhart Pieter Anne Dozy

Reinhart Pieter Anne Dozy, auch: Reinhard Dozij (* 21. Februar 1820 in Leiden; † 29. April 1883 ebenda), war ein niederländischer Orientalist und Historiker.

## Leben
Dozy hatte hugenottische Vorfahren, welche sich 1647 in den Niederlanden verwurzelt hatten. Sein Vater war der Mediziner François Jacques Dozy (* 24. Dezember 1793 in Leiden; † 13. Februar 1874 in Haarlem) und seine Mutter Sara Maria van Lelyveld (* 25. Oktober 1797 in Leiden; † 6. Dezember 1828 ebenda), welche die Tochter von Jan van Lelyveld (* 18. September 1755 in Leiden; † 21. Dezember 1822 ebenda) und dessen Frau Geertruida Cornelia Clignet (* 6. Oktober 1763 in Leiden; † 28. August 1836 in Zoeterwoude) war. Über familiäre Beziehungen war er verwandt mit Albert Schultens, Hendrik Albert Schultens und Jan Jacob Schultens. Nach dem Besuch der Kostschule in Wassenaar und kurzer Zeit in Hattem ging er im Juli 1834 an das Leidener Pädagogium des Jan Jacob de Gelder (1802–1890), wo er auf ein Studium vorbereitet wurde. Dozy immatrikulierte sich am 23. September 1837 an der Universität Leiden als Student der Literatur.
Hier absolvierte er philologische, historische und besonders aber orientalische Studien, wobei Hendrik Engelinus Weyers (1805–1844) und Theodoor Willem Johannes Juynboll seine prägendsten Lehrer wurden. 1843 beantwortete er eine Preisfrage des königlichen niederländischen Instituts der Wissenschaften nach einem Lexikon der Namen von Bekleidungsstücken bei den Arabern, wofür er am 20. November des Jahres eine Goldmedaille erhielt. Dieses Lexikon erschien 1845 in Amsterdam unter dem Titel Dictionnaire détaillé des noms des vêtements chez les Arabes. Am 1. März 1844 promovierte er in Leiden mit der Arbeit Historia Abbadidarum zum Doktor der Philosophie. Diese Arbeit setzte er fort unter dem Titel Scriptorum Arabum loci de Abbadidis, wovon von 1846 bis 1863 drei Bände erschienen. Auf seiner Hochzeitsreise durch Deutschland lernte er in Leipzig Heinrich Leberecht Fleischer kennen. Daneben besuchte er auch einige Bibliotheken, so auch in Gotha. 1845 führte ihn eine Forschungsreise nach Oxford. Zurückgekehrt nach Leiden wurde er 1846 Adjutor des Legats Warneriani an der Leidener Hochschule.
Am 2. Januar 1850 berief man ihn per königlichen Beschluss als außerordentlichen Professor an die philosophische Fakultät der Universität Leiden, mit dem Lehrauftrag für mittelalterliche und neue Geschichte. Dieses Amt trat er am 9. März 1850 mit der Einführungsrede Over den gunstigen invloed, dien de omwentelingen in Frankrijk, sedert 1789, hebben uitgeoefend op de studie der middeleeuwsche geschiedenis (Über den günstigen Einfluss, welche die Umweltzungen in Frankreich, seit 1789, auf das Studium der Geschichte des Mittelalters angewendet haben) an. Am 24. Juni 1857 wurde er ordentlicher Professor, der bereits ausgeführten Fachrichtung. Als solcher beteiligte er sich auch an den organisatorischen Aufgaben der Hochschule und war 1868/69 als Rektor der Alma Mater. Dieses Amt legte er mit der Rektoratsrede Oratio de causis cur Mohammedanorum cultura et humanitas prae ea quae Christianorum est imminuta et corrupta sit nieder.
Dozy besaß eine gründliche Kenntnis der meisten semitischen Sprachen (namentlich des Arabischen) und sprach und schrieb ebenso fast alle europäischen Sprachen mit gleicher Gewandtheit. Seine Forschungen zur Geschichte des Mittelalters berührten vielfältige Themenbereiche in unterschiedlichen Ländern. Die von wahrhaft kritischem Geist erfüllte Geschichte der Mauren Histoire des Musulmans d’Espagne ist Dozys Hauptwerk, durch das ein wichtiger Teil der Weltgeschichte zum ersten Mal an das Licht der historischen Wahrheit gerückt wurde. Später hatte Dozy begonnen, zu den bisherigen arabischen Wörterbüchern sehr dankenswerte Nachträge aus dem Spanisch-Arabischen und der Volkssprache zu liefern.
Dozy erhielt viele ehrenvolle Berufungen in die internationalen Gelehrtengesellschaften seiner Zeit. Am 15. März 1851 wurde er korrespondierendes Mitglied der Real Academia de la Historia in Madrid, 1848 wurde er korrespondierendes Mitglied des Instituts und 1855 ordentliches Mitglied der Nachfolgeeinrichtung der königlich niederländischen Akademie der Wissenschaften in Amsterdam. 1866 wurde er korrespondierendes Mitglied vom Académie des sciences de l’Institut imperial de France, 1870 Mitglied der königlich dänischen Akademie der Wissenschaften in Kopenhagen, am 29. Dezember 1878 korrespondierendes Mitglied der russischen Akademie der Wissenschaften in St. Petersburg, am 24. April 1879 Ehrenmitglied der deutschen morgenländischen Gesellschaft, am 2. Juli 1880 ausländisch korrespondierendes Mitglied durch die Accademia sei Lincei in Rom und am 1. August 1880 Honorarprofessor der Institución Libre de Enseñanza in Madrid. Zudem erhielt er bedeutende Auszeichnungen: So wurde er am 22. Februar 1853 Kommandeur des Ordens Karls des III., 1869 Offizier des Ordens der Krone von Italien, 1874 Offizier des Ordens der Eichenkrone und am 9. März 1875 Ritter des Ordens vom niederländischen Löwen.

## Familie
Aus seiner am 3. Juli 1844 in Leiden geschlossenen Ehe mit Maria Carolina van Goor den Oosterlingh (* 10. Juni 1821 in Zaltbommel; † 10. Dezember 1901 in Arnhem), der Tochter von Theodor Marius van Goor den Oosterlingh († 7. Juni 1823 in Leiderdorp) und Adriana Storm van ’s-Gravenzande, stammen sechs Kinder. Von diesen kennt man:
- Adriaan Theodoor Marius Dozy (* 21. Juli 1845 in Leiden; † 3. Januar 1850 ebenda)
- Sara Maria Dozy (* 3. Juli 1847 in Leiden; † 9. Januar 1934 in Den Haag) verheiratet am 16. Dezember 1875 mit  dem Konrektor und 1877 Rektor des Gymnasiums in Leiden Dr. Hendrik Willem van der Mey (* 5. November 1834; † 3. April 1905 in Leiden)[1]
- Johanna Adriana Dozy (* 3. Dezember 1848 in Leiden; † 7. Juli 1930 in Arnhem)  verheiratete sich am 20. Juni 1872 in Leiden mit Pieter Gramata (* 27. November 1847 in Leeuwarden)[2]
- Frans Jacob Dozy (* 19. Dezember 1849 in Leiden; † 17. Oktober 1927 in Zelhem)[3]
- Adriaan Dozy (* 29. August 1851 in Leiden; † 23. Juni 1934 in Zeist) wurde Offizier, heiratete am 16. Oktober 1879 Petronella Scheltema (* 26. Februar 1851 in Semarang), Tochter des Dirk Scheltema (* 26. Februar 1815 in Amsterdam; † 26. August 1886 in Haarlem und der Catharina Maria Vermeulen (* 23. November 1826 in Herwijnen; † 30. Juli 1852 in Semarang)[4]
- Marianne Petronella Dozy (* 8. Oktober 1858 in Leiden; † 1. April 1944 in Arnhem) verh. 11. Juni 1891 mit Nico van Dissel (* 24. Januar 1847 in Groenlo; † 12. Juli 1904 in Breda) Sohn von Jan van Dissel und Barbara de Veye)

## Werke (Auswahl)
Eine große Anzahl seiner Werke erschien in zahlreichen Sprachen und Auflagen und wurde seit den 1980er Jahren als Neudrucke herausgegeben. Ein umfangreiches Werkverzeichnis findet man auch bei Dugat.
- Dissertatio literaria inauguralis exhibens historiae Abbādī darum voluminis primi patrem priorem, quam annuente summo Numine. 1844 (Online)
- Dictionnaire détaillé des noms des vêtements chez les arabes. Amsterdam 1845 (Online), auch in Persisch: Farhang-i albisa-i musalmãnãn. Tihrãn (Teheran): Cãp_hãna-i Dãnisgãh, 1345 [1967].
- Scriptorum Arabum loci de Abbadidis. Leiden 1846–63, 3 Bde.; I. Bd. (Online); Leiden 1846 1. Bd.; 1852 2. Bd.; 1863 3. Bd.; Hildesheim-Zürich-New York-Olms, 1992, ISBN 3-487-09566-1
- Commentaire historique sur le poème d’Ibn Abdouu par Ibn Badroun. Leiden 1846–48.
- Geschichte der Almohaden. Leiden 1847
- Geschichte Afrikas und Spaniens. (mit Einleitung und Glossar), Leiden 1848–51, 2 Bände.
- Notices sur quelques manuscrits arabes. Leiden 1847–51, 1847 (Online); die schließlich sich zu dem sorgfältigen:
- Catalogus codicum orientalium academiae Lugduno-Batavae (Leiden 1851, 2 Bände)
- Recherches sur l’histoire politique et la littérature de l’Espagne pendant le moyen-age.Bd. 1, Leiden 1849 (Online);  Bd. 2, 1860 (Online), 3. Aufl., Leiden 1881, 2 Bände.
- Histoire des Musulmans d’Espagne jusqu’à la conquête de l’Andalousie par les Almoravides. (Leiden 1861, 4 Bände; deutsch, Leipzig 1873/74, 2 Bände); auch Deutsch: Geschichte der Mauren in Spanien bis zur Eroberung Andalusiens durch die Almoraviden: 711–1110. Nachdr. d. Ausg. Leipzig 1873/74. Darmstadt: Wissenschaftl. Buchgesellschaft, 1965 (Digitalisat: I. Band, II. Band); auch Englisch übersetzte von Francis Griffin Stokes: A History of the Muslims in Spain. 1913, 2003
- Idrisi, Mu.hammad Ibn-Mu.hammad al: „Description de l’Afrique et de l’Espagne par Edrisi. Text arabe publié pour la première fois d’après les manuscrits de Paris et d’Oxford avec une traduction, des notes et un glossaire“. Reinhart Pieter Anne Dozy et Michael Jan de Goeje (mit Glossar etc., Leiden 1866) u. a.; Repr. of the Edition Leiden 1866. Frankfurt am Main 1992; Reprint Leiden 1968; Reprint Amsterdam 1969.
- De Israëlieten te Mekka: van Davids tijd tot in de vijfde eeuw onzer tijdrekening. Haarlem: Kruseman, 1864 (Online); auch in Deutsch: Die Israeliten zu Mekka von Davids Zeit bis in’s fünfte Jahrhundert unsrer Zeitrechnung: ein Beitrag zur alttestamentlichen Kritik und zur Erforschung des Ursprungs des Islams. Leipzig 1864, (Digitalisat, Diese Schrift rief von jüdischer Seite eine große Opposition hervor.)
- Lettre à M. Fleischer: contenant des remarques critiques et explicatives sur le Texte D’Al-Makkari. Leiden 1871 (Online)
- Oratio de causis cur Mohammedanorum cultura et humanitas prae ea quae Christianorum est imminuta et corrupta sit. Leiden 1869 (Online)
- Het Islamisme. Haarlem 1863 (Online), 2. Aufl. 1880
- Essai sur l’histoire de l’islamisme. Leyden, Paris 1879; Amsterdam 1966,
- Supplément aux dictionnaires arabes. Leiden 1877–81, 2 Bände.
- Glossaire des mots espagnols et portugais dérivés de l’arabe / par R. Dozy et W. H. Engelmann. Leiden 1869 (Online); 2. Auflage 2. éd. rev. et très considerablement augmentée - Beirut : Libr. du Liban, 1974 Reprint Amsterdam [u. a.]; APA-Oriental-Press, 1982